# Anilinsko barvilo
Anilinsko barvilo je sintetično barvilo, ki ga je leta 1856 iz indiga izdelal Anglež sir William Perkin. Leta 1858 so najprej odkrili slezenasto barvilo, sledila so svetloškrlatno, zeleno in škrlatno. Do odkritja sintetičnih barvil so uporabljali le barvila živalskega in rastlinskega izvora.